# Paradies: Hoffnung
Paradies: Hoffnung ist ein Film des österreichischen Regisseurs Ulrich Seidl aus dem Jahr 2013. Er handelt von einer pummeligen 13-Jährigen, die in den Sommerferien ein Diätcamp besucht und sich das erste Mal verliebt. Der Film ist der letzte Teil von Seidls Paradies-Trilogie. Seine Premiere hatte er im Wettbewerb der 63. Berlinale.

## Handlung
Während Melanies Mutter ihren Urlaub in Kenia verbringt, besucht das übergewichtige Mädchen ein Diätcamp im österreichischen Wechselgebirge. Der Alltag im Camp ist von sportlichem Drill, rationierten Mahlzeiten und Ernährungsberatung geprägt. Abseits der Augen des Aufsichtspersonals werden pubertäre Probleme diskutiert, die ersten Zigaretten geraucht und nächtliche Raubzüge in die Küche durchgeführt. 
Schließlich verliebt sich Melanie auch noch in den rund vierzig Jahre älteren Arzt und Leiter des Camps. Der Arzt ist hin- und hergerissen, zwischen der Pflicht zur professionellen Distanz, die er einhalten muss, und seinen Emotionen, die gegen seinen Willen immer stärker werden. Am Ende zwingt er sich dazu, Melanie ein „Kontakt-Verbot“ zu erteilen. Den Rest des Aufenthaltes darf sie nicht mehr mit ihm reden oder sich ihm nähern.

## Produktion, Hintergrundinformationen
Das Paradies-Projekt sollte ursprünglich nur einen Spielfilm mit drei Handlungssträngen umfassen. Erst im Laufe der Postproduktion entschied sich Seidl, die Geschichten auf drei Filme aufzuteilen. Die Titel der Filme erinnern sowohl an die drei theologischen Tugenden als auch an das Drama Glaube Liebe Hoffnung von Ödön von Horváth. In einem Interview verweist Seidl zumindest darauf, dass letzterer ihn in seiner Jugend sehr begeistert hat.
Der Film hatte seine Premiere am 8. Februar 2013 im Rahmen des Wettbewerbs der Internationalen Filmfestspiele Berlin. Im Jahr zuvor waren bereits Paradies: Liebe im Wettbewerb von Cannes und Paradies: Glaube im Wettbewerb von Venedig gezeigt worden. Das Kunststück, innerhalb von weniger als 12 Monaten mit drei unterschiedlichen Filmen auf den drei bedeutendsten A-Festivals der Welt vertreten zu sein, war bis dahin nur Krzysztof Kieślowski mit seiner Drei-Farben-Trilogie gelungen.

## Kritiken
„Anders als in den ersten beiden Höllenvisionen der Paradies-Trilogie zeigt Seidl – dessen Bilderwelten man üblicherweise ansieht, dass er sich in seiner Jugend von Goya und Hieronymus Bosch inspirieren ließ – diesmal paradiesische Bilder, die unmittelbar einleuchten. (...) Der jüngste Film seiner Trilogie ist der heiterste, der hellste, ja, der humanste.“

„Paradies: Hoffnung ist wieder ein typischer Film nach dem Seidl’schen Schema geworden, ein mitleidsloser Blick auf menschliches Scheitern. Und doch unterscheidet er sich in mehrfacher Hinsicht von seinen beiden Vorgängern. Zum einen liegt hinter dem tristen Szenario aus lustfeindlicher Disziplin und ritualisierten Demütigungen noch die titelgebende Hoffnung. Das hängt vor allem mit dem Alter der Protagonistin zusammen, der das Glück zumindest theoretisch noch offen steht, während bei ihrer Mutter und ihrer Tante längst Hopfen und Malz verloren sind. Zum anderen ist Paradies: Hoffnung erzählerisch aber auch der bisher geradlinigste und konzentrierteste Spielfilm Seidls.“

„Mit dem abschließenden Film der Trilogie, tritt die Hoffnung ein in Seidls unbarmherzige Spießbürgerhölle, und natürlich liegt zunächst die bange Frage nahe, ob der Filmemacher die jugendliche Protagonistin Melanie, Tochter der Sextouristin Teresa und Nichte der Betschwester Anna Maria, ebenso ungerührt dem Zerfall preisgeben würde wie ihre ältere Verwandtschaft. Oder, anders gefragt: Ist Seidls Blick auf die Hoffnung ebenso sarkastisch, mitunter zynisch gar, wie jener auf die Liebe und den Glauben, die so gar nichts Paradiesisches zu bieten hatten? Die Antwort lautet, einigermaßen überraschend: eher nein. ‚Paradies: Hoffnung‘ porträtiert eine Nische der Welt, die den unlebbaren Kleinbürgeralbträumen von Paradies: Liebe und ‚Paradies: Glaube‘ in nichts nachsteht, und doch inszeniert Seidl den Abschluss seiner Trilogie als einen lichtdurchfluteten, luftigen, oft fast zärtlichen Film.“